# S반

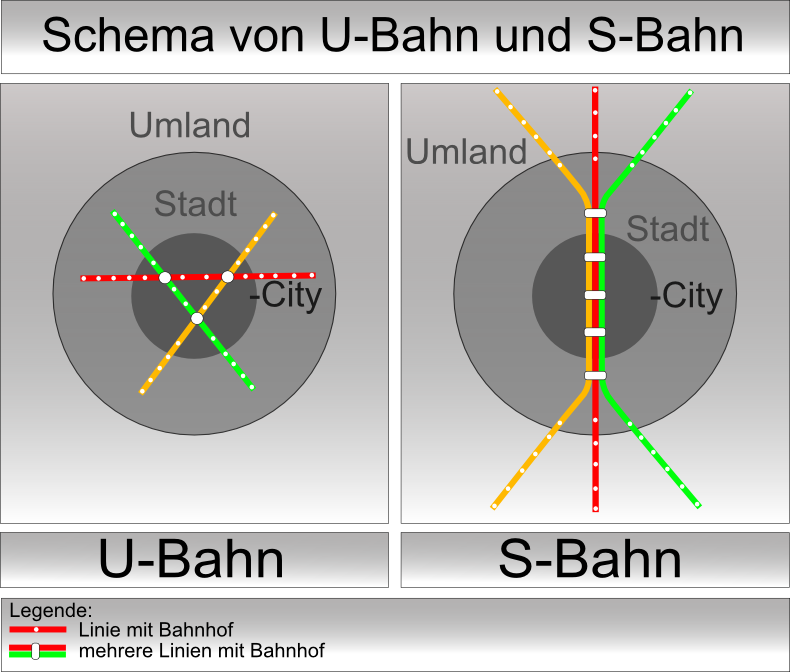
U반(왼쪽)과 S-반(오른쪽)의 스키마 비교.

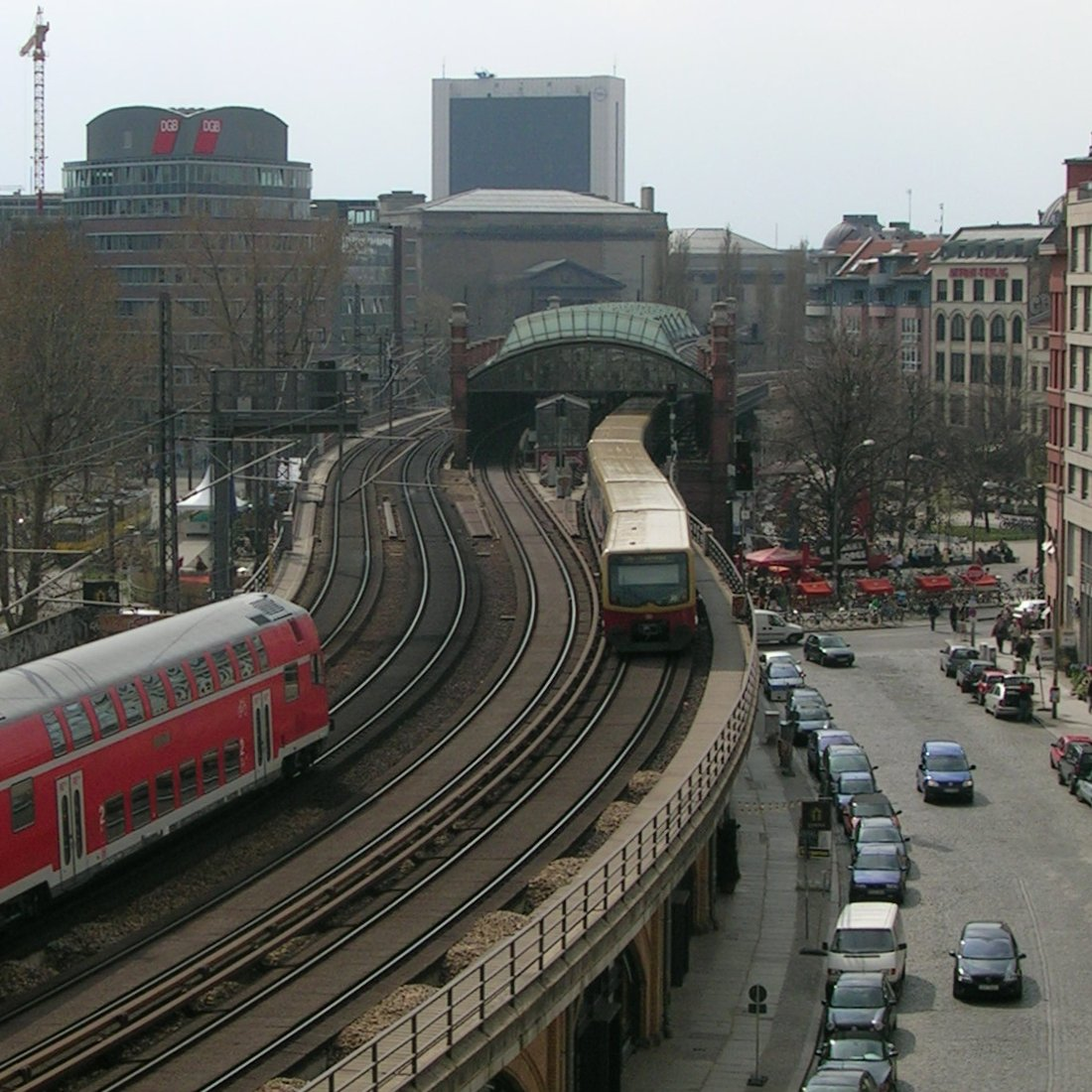
베를리너 도시철도의 일부.

S반(독일어: S-Bahn, S-train, S-트레인)은 대도시권에 서비스를 제공하는 하이브리드 도시-통근철도의 일종이다. 더 큰 S반 시스템 중 일부는 고속철도 시스템과 비슷한 서비스를 제공하는 반면 더 작은 S-반 시스템들은 통근철도나 지역철도와 유사하다. 이것들은 특히 독일과 오스트리아에서 일반화되어 있으며 1930년대는 S반의 준말로 도시에 따라 Schnellbahn, Stadtbahn, Stadtschnellbahn이 사용되었으나 U반(U-Stadtbahnen)과는 확연히 구별된다. 유사한 S-반 시스템들이 덴마크에도 존재하지만 S토그(S-tog)라고 부르며, 체코에서는 에스코(Esko), 스위스에서는 S-반, 북이탈리아에서는 Servizio ferroviario로도 부른다.
U반은 지하철이나 경전철과 큰 차이가 없다.
S반이 도시와 도시를 연결하는 기차와의 차이점은 도시 내 운송 기능도 수행한다는 것이다. 역 사이의 거리는 U반보다는 멀고, 일반적인 기차보다는 가깝다. 도심지에서는 주로 지하로 다니고, 시외 지역에서는 지상으로 다닌다.

## 특징
S반 시스템에 대한 완전한 정의는 존재하지 않다. S반 열차는 대부분 도시 안쪽, 주변의 모든 기존 역들에 정차하지만, 기타 주요 노선 열차들은 주요 역에서만 정차한다. 주요 노선 열차들보다는 속도가 느린 편이지만 보통 도시 내에서는 빠른 도시 횡단 서비스로서 서비스가 제공된다. S반은 일반적으로 다른 도시들을 연결하지 않고 특정 도시 내의 지역에만 서비스를 제공하지만, 인구 밀도가 높은 지역에서는 일부 예외가 있다. 이러한 예외의 한 예로 도시들, 루르 지방의 변방 및 도시, 대도시권을 서로 연결하는 라인루르 S-반을 들 수 있다. 대부분의 S반 시스템들은 더 오래된 지역 철로 위에 온전히 세워지거나 일부의 경우 기존의 양방향(dual track) 철도와 병렬로 구축된다. 대부분은 기존의 주요 노선의 철도 선로를 이용하지만 일부 노선은 S반용 노선을 갖출 수 있다. S-반 열차는 일반적으로 급전을 위해 가공선 또는 제3궤조를 이용한다. 함부르크에서 S-반은 어느 노선이 전력을 공급받는지에 따라 두 방식을 모두 사용한다.

## 같이 보기
- 통근철도
- U반
- 도시 철도
- 밀라노의 지나가는 철도